# Mikko Heiniö
Mikko Kyösti Heiniö, né le 18 mai 1948 à Tampere, est un compositeur et musicologue finlandais.

## Biographie
Mikko Heiniö étudie le piano avec Liisa Pohjola (fi) et la composition avec Joonas Kokkonen à l'Académie Sibelius d'Helsinki de 1971 à 1975. Puis il étudie la composition avec Witold Szalonek à Berlin-Ouest entre 1975 et 1977 alors qu'il commence dans le même temps, des études en musicologie à l'Université de Helsinki. Il obtient un diplôme en composition de l'Académie Sibelius en 1977 et un doctorat en musicologie de l'Université de Helsinki en 1984, où il a enseigné entre 1977 et 1985. Il est nommé professeur de musicologie à l'Université de Turku en 1986 et enseigne jusqu'en 2005. Il est le compositeur en résidence de l'Orchestre Philharmonique de Turku depuis 1997. Heiniö est également membre du Conseil d'administration de Teosto (la société des droits d'auteurs finlandais) et est également président de la Société des compositeurs finlandais entre 1992 et 2010.
Les compositions d'Heiniö comprennent neuf concertos pour piano, deux symphonies et de nombreuses œuvres de musique de chambre pour diverses combinaisons d'instruments. Il a écrit trois opéras : l'opéra d'église Riddaren och draken (« Le Chevalier et le dragon », 2000), Käärmeen hetki (« L'Heure du serpent »), créé en septembre 2006 et Eerik XIV (« Erik XIV »), créé en novembre 2011. Son œuvre comprend également des œuvres pour piano ainsi que des œuvres vocales et de musique chorale.
Heiniö est également un éminent écrivain sur la musique, spécialisé dans le domaine de la nouvelle musique finlandaise. Il a écrit une trentaine de livres et près d'une centaine d'articles. Sa musique a été enregistrée entre autres, sur les labels BIS, Finlandia et Sony.

## Prix
- 2006 : Prix Finlande

## Œuvres
Opéras
- Riddaren och draken (2000)
- Käärmeen hetki (2006)
- Eerik XIV (2008-2010)

Orchestre
- Framtidens skugga (« L'Ombre de l'avenir ») (1980) pour soprano et 4tpt/4tbn/tba
- Concerto pour piano et orchestre n° 3, op 39 (1981)
- Vuelo de alambre, op 43 (1983) pour soprano et orchestre
- Genom kvällen (« Dans la soirée »), op 48 (1986), Concerto pour piano et orchestre n° 4, pour piano solo, chœur mixte et orchestre à cordes
- Mondes possibles – Symphonie, op 49 (1987/1999)
- Concerto pour piano et orchestre n° 5, op 53 (1989)
- Photos du vent (Tuulenkuvia), op 56 (1991) pour chœur mixte et orchestre
- Dall'ombra all'ombra, op 58 (1992), sept variations, le thème et la coda pour orchestre et synthétiseur
- Hermes (concerto pour piano n° 6) pour piano, soprano et orchestre à cordes, op 61 (1994) (Danse des images)
- Trias, op 62 (1995) de « O quam mundum » (Piae Cantiones 1582: lxxi)
- Minne, op 64 (1996) pour orchestre à cordes
- Symphonie n° 2 « Yön ja rakkauden lauluja » (« les Chants de la Nuit et de l'Amour »), op 66 (1997)
- Sur les rochers, op 68 (1998)
- Khora (concerto pour piano n° 7) (2001) (Danse des images pour piano et cinq percussionnistes)
- Enveloppe (2002) pour le concerto pour trompette en mi bémol de Haydn (pour trompette solo et orchestre)
- Sonata da chiesa (2005) pour 4 cors, 3 trompettes, 3 trombones, tuba, cel, timbale, 3 percussions
- Alla madre (2007), pour violon solo et orchestre
- Moon Concerto (Kuukonsertto, 2008) (concerto pour piano n° 8) pour piano, mezzo-soprano et orchestre
- Maestoso, variations d'un fragment d'Eric XIV (2008) pour orchestre
- Syyskesän laulu (« Chanson de fin d'été ») (2008) pour voix et orchestre
- Nonno (concerto pour piano n° 9) (2011) pour piano amplifié et big band

Musique de chambre
- Duo pour violon et piano (1979)
- Messe pour cuivre (1979) pour 4tpt/4tbn/tba(ad lib)
- Trio avec piano (1988)
- En sol mineur, pour violoncelle et piano (1988)
- Quintette pour piano et cordes (1993)
- Relais pour violon et violoncelle (1998)
- Sextuor (2000) pour baryton et ensemble instrumental : flûte, clarinette, violon, violoncelle et piano
- Treno della notte, pour clarinette, violoncelle et piano (2000)
- Café au lait, pour flûte, clarinette, violon, violoncelle et piano (2006)
- Canzona par trio d'archi (2006)
- Quatuor pour piano et cordes (La voix de l'arbre/Puun ääni) (2006)

Œuvres chorales
- Kolme kansanlaulua (Drei Finnische Volkslieder), pour double chœur mixte (1977)
- Landet som icke är, pour chœur d'enfants ou chœur de femmes et piano (1980)
- Luceat, pour chœur mixte (1992)
- Non-Stop, pour chœur mixte (1995)
- Juhlamarssi hiljaisille miehille, pour chœur d'hommes (1996)
- Pikavuaro Turkku, pour chœur mixte (2002)
- Tomumieli, pour chœur d'hommes et de deux djembés (2003)
- Le rêve de printemps de l'évêque, pour cinq voix d'hommes (5 ou 15 chanteurs) (2005)
- Maria Suite, pour chœur mixte (2011)

### Publications
- « Du néoclassicisme au pluralisme : les compositeurs contemporains finlandais font leur apparition », dans Finnish Music Quarterly, numéro spécial en français, 1990 : 2, p. 30–39 (OCLC 491848451)
- Suomalaisia säveltäjiä (« Les compositeurs finlandais »), 1994 (OCLC 243806217)
- Suomen musiikin historia, avec Fabian Dahlström et Erkki Salmenhaara, 4 volumes, Soderström 1996 (OCLC 36430091)

Mikko Heiniö a également rédigé nombre d'entrées du Grove Dictionary of Music and Musicians pour Oxford University Press : Leonid Bashmakov, Ilkka Kuusisto, Joonas Kokkonen, Matti Rautio, Atso Almila, Leif Segerstam, etc.